# Ксиромеро
Ксиромеро (греч. Δήμος Ξηρομέρου) — община (дим) в Греции. Входит в периферийную единицу Этолия и Акарнания в периферии Западная Греция. Население 11 737 человек по переписи 2011 года. Площадь 590,113 квадратного километра. Плотность 19,89 человека на квадратный километр. Административный центр — Астакос. Димархом на местных выборах 2019 года избран Иоаннис Триандафилакис (Ιωάννης Τριανταφυλλάκης).
Община создана 7 июня 2010 года (ΦΕΚ 87Α) по программе «Калликратис» при слиянии упразднённых общин Ализия, Астакос и Фитие.